# Märjamaa (commune)
Märjamaa (en estonien : Märjamaa vald) est une municipalité rurale d'Estonie située dans le Comté de Rapla. Elle s'étend sur 871,62 km2 et a 6 674 habitants au 1er janvier 2012.

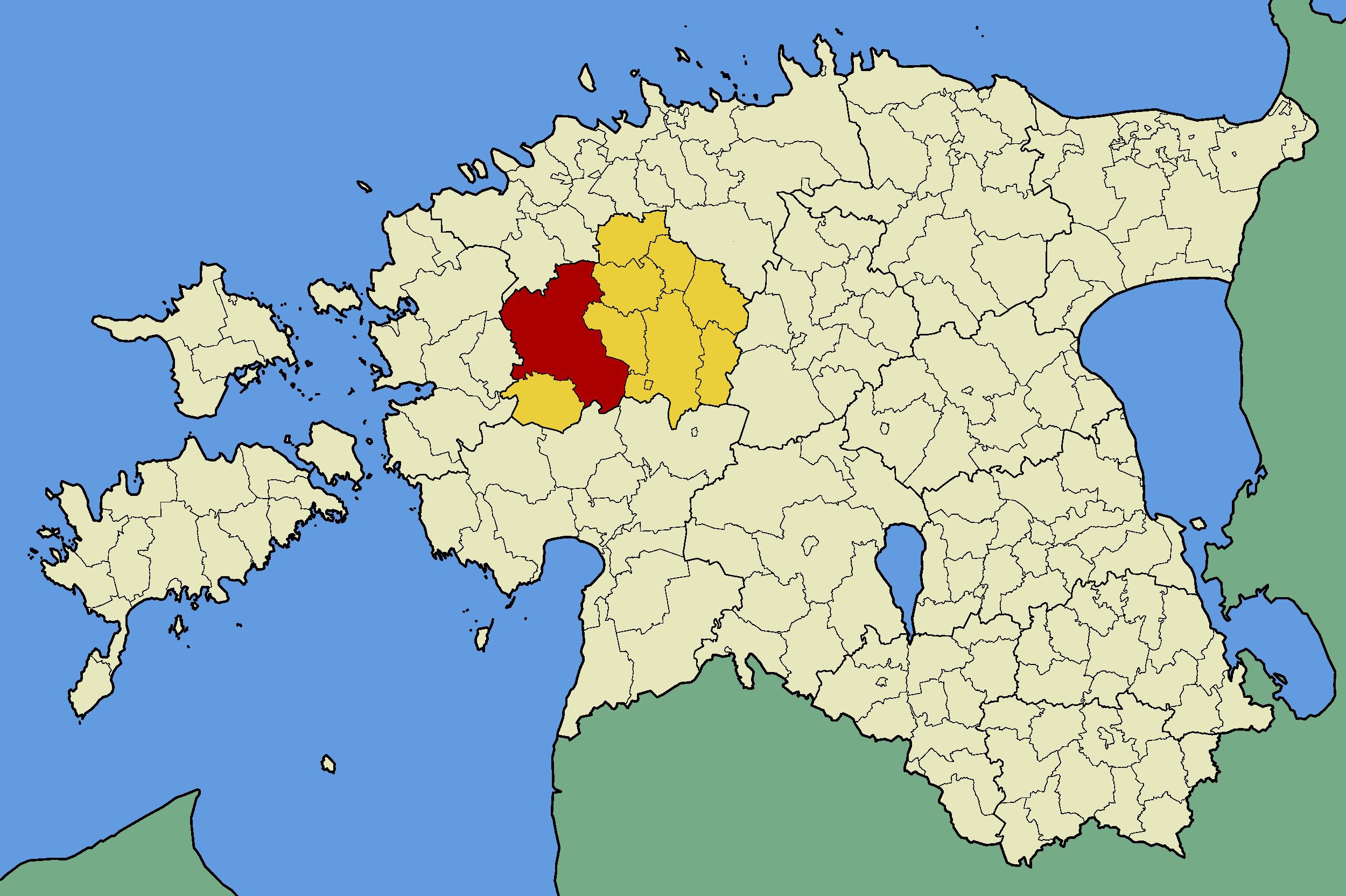
Commune de Märjamaa (en rouge) dans le Comté de Rapla (en jaune).

## Municipalité
La municipalité regroupe un bourg et 82 villages.

### Bourg
Märjamaa

### Villages
Alaküla, Altküla, Aravere, Aruküla, Haimre, Hiietse, Inda, Jaaniveski, Jõeääre, Kaguvere, Kangru, Kasti, Keskküla, Kiilaspere, Kilgi, Kirna, Kohatu, Kohtru, Koluta, Konuvere, Kunsu, Kõrtsuotsa, Käbiküla, Käriselja, Laukna, Leevre, Lestima, Lokuta, Loodna, Luiste, Lümandu, Maidla, Metsaääre, Metsküla, Moka, Mõisamaa, Mõraste, Mäliste, Männiku, Naistevalla, Napanurga, Nurme, Nurtu-Nõlva, Nõmmeotsa, Nääri, Ohukotsu, Ojaäärse, Orgita, Paaduotsa, Paeküla, Paisumaa, Pajaka, Purga, Põlli, Päädeva, Rangu, Rassiotsa, Ringuta, Risu-Suurküla, Russalu, Sipa, Sooniste, Soosalu, Sulu, Suurküla, Sõmeru, Sõtke, Teenuse, Tolli, Urevere, Vaimõisa, Valgu, Vanamõisa, Vana-Nurtu, Varbola, Velise, Velisemõisa, Velise-Nõlva, Veski, Vilta, Võeva, Ülejõe.